# Стерт, Чарлз
Чарльз Нэпир Стёрт (англ. Charles Napier Sturt; 28 апреля 1795, Хунар-Гур, Бенгалия — 16 июня 1869, Челтнем) — английский путешественник и колониальный деятель, исследователь Австралии.

## Биография
Родился 28 апреля 1795 года в Хунар-Гуре, (Бенгалия, Индия) в семье служащего Ост-Индской компании. В пятилетнем возрасте был увезён в Англию для получения образования, учился в Кембридже.
В начале сентября 1813 года поступил на военную службу в 39-й пехотный полк британской армии и под командованием герцога Веллингтона принимал участие в кампаниях против Наполеона в Испании и при Ватерлоо.
В декабре 1825 года Стёрт был произведён в капитаны и в 1827 году был назначен в конвой для сопровождения каторжников в Новый Южный Уэльс (Австралия). По прибытии Стёрт был очарован природой и климатом Южной Австралии и подал прошение губернатору Нового Южного Уэльса сэру Ральфу Дарлингу с просьбой оставить его на службе в Австралии. Ходатайство было удовлетворено и Стерт был зачислен майором в бригаду местных сил самообороны и назначен военным советником правительства Нового Южного Уэльса. В Сиднее Стёрт подружился с местными путешественниками Джоном Оксли, Аланом Каннингемом и Гамильтоном Юмом.
В 1828 году Дарлинг послал Стёрта и Хьюма осмотреть долину реки Маккуори. Стёрт выступил из Сиднея 10 ноября, его сопровождали помощник, двое солдат и восемь освобождённых каторжан, 27 ноября к ним присоединился Юм. Они прошли болота Маккуори и, спустившись вниз по течению Маккуори, обнаружили, что она впадает в ранее неизвестную большую реку, названную ими в честь тогдашнего губернатора Нового Южного Уэльса Ральфа Дарлинга. В этой же экспедиции получила своё имя и река Боган.

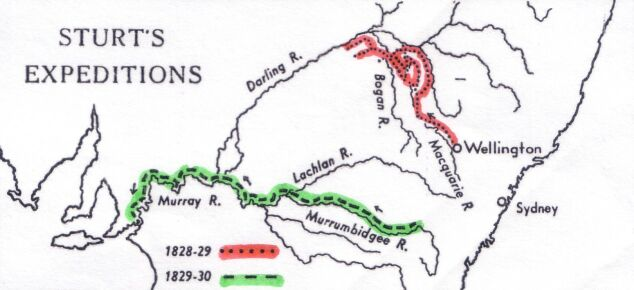
Маршруты путешествий Стёрта в 1828—1830 годах

В 1829 году Стёрт совершил новое путешествие. Он спустился вниз по течению реки Маррамбиджи, через некоторое время встретился с экспедицией Юма и Хоуэлла и в дальнейшем они объединили свои усилия. Они открыли реку Муррей и спускаясь вниз по её течению обнаружили устье реки Дарлинга. В феврале 1830 года они добрались до устья Муррея и обнаружили, что эта река впадает в озеро Александрина, которое, в свою очередь соединяется с бухтой Энкаунтер в Большом Австралийском заливе. Тем самым Стёртом была открыта и в общих чертах исследована речная система Муррея. Впоследствии открытия Стёрта в области гидрографии Южной Австралии были продолжены Томасом Митчеллом. Из бухты Энкаунтер Стёрт двинулся в обратный путь и вернулся в Мельбурн в начале 1831 года. По итогам этих путешествий Стёрт написал и в 1833 году издал книгу «Two expeditions into the interior of Southern Australia» (2 тома).
В сентябре 1834 года Стёрт покинул Австралию и некоторое время находился в Англии.
В 1836 году с основанием колоний в Южной Австралии, Стёрт перешёл на службу в Аделаиду главным инспектором колонии. В его ведении находилось составление описания экономических и переселенческих возможностей новых территорий.

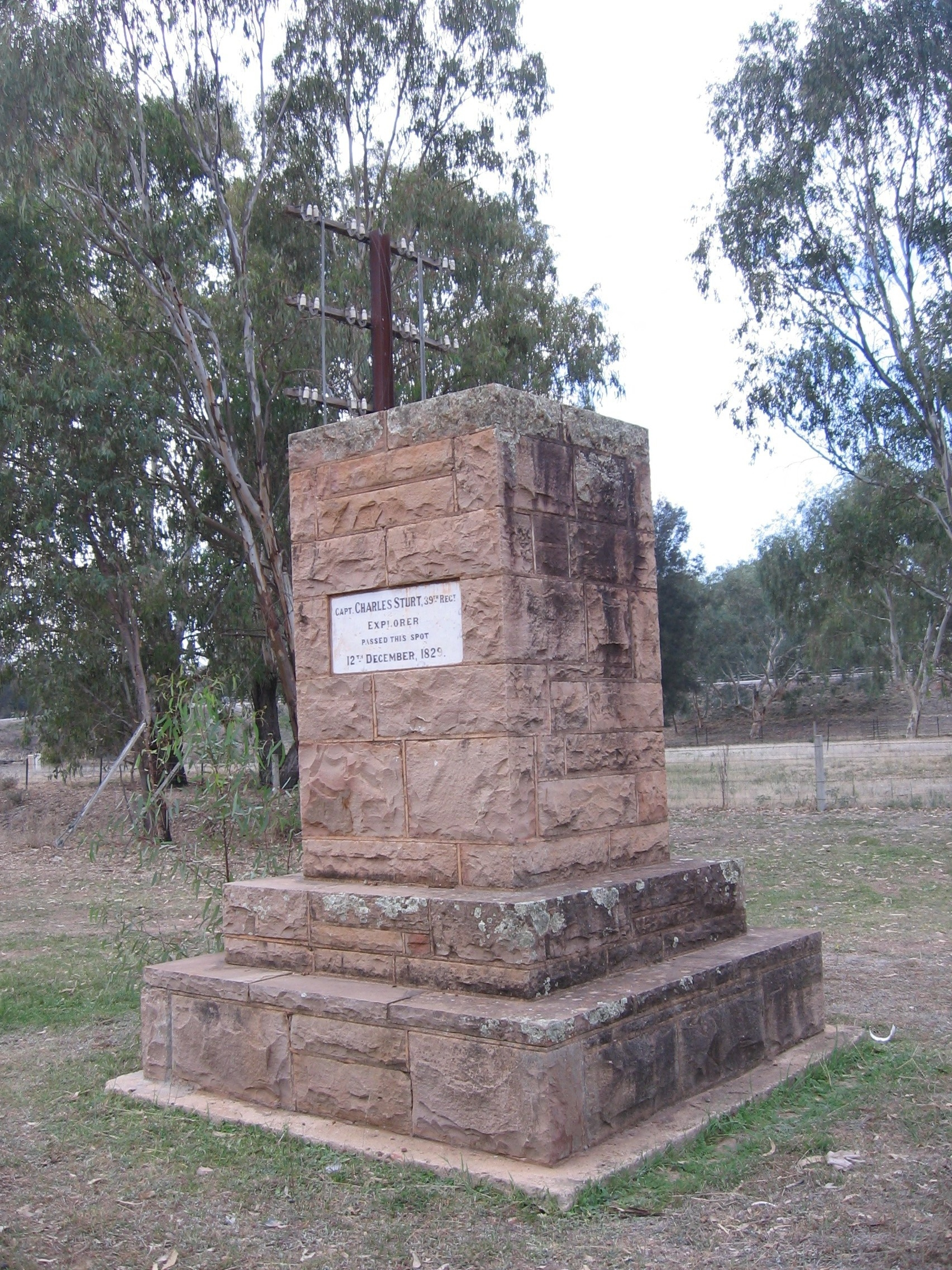
Памятный знак в честь Чарлза Стёрта в Наррандере на реке Мурримбиджи.

В 1844—1845 годах Стёрт предпринял попытку первым пересечь Австралийский материк с юга на север. В составе его экспедиции находился и Джон Макдуал Стюарт. Выступив из Аделаиды в августе 1844 года Стёрт вдоль течения Муррея поднялся до устья реки Дарлинг и исследовал земли между этой рекой и хребтом Флиндерс. Дойдя до озера Мендиди он двинулся на север. В январе 1845 года он перевалил через южный отрог хребта Грей, обнаружил каменистую пустошь, где похоронил своего погибшего спутника Джеймса Пула, и затем вышел на равнину, пересекаемую пересыхающими нижними рукавами реки Купера. Затем Стёрт дошёл до северного берега озера Эйр и дошёл почти до центра пустыни Симпсон, однако из-за недостатка воды был вынужден повернуть в обратный путь. Экспедиция Стёрта добралась до Аделаиды в начале 1846 года. Всего им было пройдено 4800 километров по практически неизвестным областям Австралии.
В 1847 году Стёрт уехал в Англию, где за свои заслуги в области географических открытий в ноябре был награждён золотой медалью Королевского географического общества; в 1848 году он издал двухтомное описание своего путешествия «Narrative of an expedition into Central Australia».
В конце 1849 года Стёрт вернулся в Аделаиду, где занялся государственной службой в колониальной администрации. В 1853 году Стёрт вновь уехал в Англию, где находился до 1856 года, когда был назначен губернатором Виктории. В 1856 году Стёрт получил назначение на пост губернатора Квинсленда.
В 1860 году Стёрт получил известие о гибели в Индии одного из трёх его сыновей, это сильно подорвало его здоровье и в 1863 году он оставил службу и вернулся в Англию. Там он жил в Челтнеме и скончался 16 июня 1869 года.
Изображён на британской почтовой марке 1973 года.